# Larinia kampala
Larinia kampala är en spindelart som först beskrevs av Manfred Grasshoff 1971.  Larinia kampala ingår i släktet Larinia och familjen hjulspindlar.
Artens utbredningsområde är Uganda. Inga underarter finns listade i Catalogue of Life.